# Ministerialblatt für das Land Nordrhein-Westfalen
Das Ministerialblatt für das Land Nordrhein-Westfalen (MB.NRW, bis 30. Juni 2025 MBl. NRW., davor bis 1999 MBl. NW.) ist das Amtsblatt des Landes Nordrhein-Westfalen. Seit dem 1. Juli 2025 erfolgt die Veröffentlichung ausschließlich elektronisch im Service-Portal www.recht.nrw.de. Das Ministerialblatt ist dort als "amtliches PDF" zum Download erhältlich, daneben sind die Veröffentlichungen auch als Textfassung im Portal abrufbar. Davor erschien es bis zum 30. Juni 2025 in unregelmäßigen Abständen, meist ein- bis zweimal wöchentlich, im A. Bagel Verlag in Düsseldorf. Mit der Umstellung auf die elektronische Veröffentlichung enthalten die laufenden Nummer eines Jahrgangs nur noch eine Veröffentlichung, sodass an einem Tag auch mehrere Blätter erscheinen können, wenn mehrere Bekanntmachungen zu veröffentlichen sind. 
Es enthält Veröffentlichungen, die in die Sammlung des Ministerialblattes für das Land Nordrhein-Westfalen (SMBl. NRW.) aufgenommen werden. Dabei handelt es sich vorwiegend um Runderlasse und Verwaltungsvorschriften der verschiedenen Ministerien. Daneben werden beispielsweise Satzungen von Zweckverbänden oder Körperschaften der mittelbaren Staatsverwaltung veröffentlicht, die unter Aufsicht des Landes stehen. Zudem werden auch Tagungen und Sitzungen von Gremien dieser Einrichtungen bekannt gemacht. Die frühere Gliederung in drei Teile ist mit der Umstellung auf die elektronische Einzelveröffentlichung entfallen.
Herausgeberin des Bekanntmachungsorgans ist die Landesregierung von Nordrhein-Westfalen. Die Redaktion ist im Ministerium des Innern des Landes Nordrhein-Westfalen angesiedelt.